# RBB (альбом)
Really Bad Boy (стилиризуется как 'RBB) — пятый мини-альбом (восьмой в целом) южнокорейской гёрл-группы Red Velvet. Был выпущен 30 ноября 2018 года, лейблом SM Entertainment с заглавным треком «RBB», включает пять других песен и английскую версию заглавного трека.
Альбом стал коммерческим успехом за границей. Он дебютировал на главном хит-параде альбомов Heatseekers Billboard. Мини-альбом стал четвёртым последовательным альбомом группы, который заработал новую лучшую неделю продаж в Соединенных Штатах. RBB также попал в чарты Франции, Японии и Великобритания. альбом получил положительные отзывы от критиков.
С другой стороны «RBB (Действительно Плохой парень)» получил смешанные реакции от общественности в Южной Корее. Несмотря на это, песня достигла 10 строчки в чарте Gaon и 5 строчки на цифровой диаграмме Gaon.

## Предпосылки и релиз
В августе 2018 года агентство SM Entertainment обнародовало план возвращения Red Velvet в течение второй половины года, с двумя мини-альбомами, первый Summer Magic который вышел в августе. После выпуска Summer Magic, стало известно о предстоящем возвращении Red Velvet, в октябре 2018, с новым мини-альбомом.
9 ноября, SM Entertainment раскрыл детали альбома наряду с названием ведущего сингла, «RBB (Действительно Плохой парень)» и официальную дату.
Во время прямой трансляции, участница группы Йери заявила, что подготовка к альбому была более длительной, чем их другие камбэки.
Альбом был выпущен 30 ноября и продан как их пятый корейский мини-альбомом, но седьмой корейский альбом в целом.

## Промоушен
Для продвижения альбома, Red Velvet проводили прямую трансляцию 29 ноября, ночью перед релизом. Группа выступила на музыкальной программе Music Bank, исполняя заглавную песню RBB и Butterflies, впервые часы до официального выпуска альбома. Также они выступили на музыкальных программах Musick Core и Inkigayo.
В день выхода альбома было выпущен видеоклип «RBB (Really Bad Boy)» с хореографией поставленной Чхве Сун Хи, Кайси Райс и Джанель Джинестра.
Клип представляет тему Хэллоуина, в котором был знак «Howliwood» на заднем плане (пародия на «Голливуд»), образ «плохого мальчика» показывается в виде оборотня, который гоняется за девушками на протяжении всего видео, перемещаясь из различных ретро-вдохновленных декораций, таких как розовая комната с рисунком пола, тыквенная заплата с надписью позади нее, и девушки застрявшие внутри рамок для картин.
Клип также ссылается на фильм 1980 года Сияние, в сцене где участницы Айрин и Йери одеты как близнецы Грейди. Forbes назвал клип «B-movie schlock, переоборудованным в K-pop perfectionism».

## Коммерческий успех
Альбом дебютировал на третьей строчке в еженедельном альбомном чарте Южной Кореи Gaon Album Chart, и на восьмой строчке в ежемесячном альбомном чарте Gaon Album Chart, продав более 84,092 копий в течение дня.
Заглавный трек также достиг пика на 10 строчке на цифровой диаграмме Gaon Digital Chart и на 5 строчке на диаграмме загрузки Gaon.
Red Velvet, удержались сверху место хит-парада Billboard. Nielsen Music сообщил, что за неделю, закончившуюся 6 декабря, альбом продал 5000 копий, что делает RBB четвертым подряд альбомом группы, и получил новую неделю лучших продаж. Сингл «RBB (Really Bad Boy)» продал 2000 загрузок в США. Альбом занял второе место в чарте World Albums, который в пятый раз входит в топ-5 чарта. В других местах альбом дебютировал под номером 51 в чарте Billboard Japan Hot Albums и достиг пика под номером 92 во французском чарте Download Albums и под номером 60 в чарте UK Album Downloads. «RBB» также возглавил чарты iTunes в 17 странах после своего выхода.

## Трек-лист
| №                   | Название                                 | Текст песни         | Музыка | Аранжировка              | Длительность |
| ------------------- | ---------------------------------------- | ------------------- | --- | ------------------------ | ------------ |
| 1.                  | «RBB (Really Bad Boy)»                   | Kenzie              | Kenzie, Timothy 'Bos' Bullock, Sara Forsberg, MZMC                                                                         | Bullock                  | 3:08         |
| 2.                  | «Butterflies»                            | Jo Yoon Kyung       | Harvey Mason Jr., Michael Wyckoff, Joshua Golden, Patrick 'J. Que' Smith, Dewain Whitmore Jr., Britt Burton, Yoo Young-jin | Mason, R!ot              | 3:29         |
| 3.                  | «So Good»                                | Kim In Hyung        | LDN Noise, Deez, Ellen Berg Tollbom                                                                                        | LDN Noise, Deez, Tollbom | 3:26         |
| 4.                  | «Sassy Me»                               | Kenzie              | Kenzie, Moonshine, Anne Judith Wik                                                                                         | Moonshine                | 3:06         |
| 5.                  | «Taste»                                  | Park Sung Hee       | Penomeco, Dem Jointz | Dem Jointz               | 3:04         |
| 6.                  | «RBB (Really Bad Boy)» (English version) | Forsberg            | Kenzie, Bullock, Forsberg                                                                                                  | Bullock                  | 3:08         |
| Общая длительность: | Общая длительность:                      | Общая длительность: | Общая длительность: | Общая длительность:      | 19:21        |

## Чарты

### Еженедельные чарты
| Чарты (2018)                             | Позиция |
| ---------------------------------------- | ------- |
| French Download Albums (SNEP)            | 92      |
| Япония (Oricon)                          | 33      |
| Japanese Hot Albums (Billboard Japan)    | 51      |
| South Korean Albums (Gaon)               | 3       |
| Великобритания (UK Digital Albums Chart) | 60      |
| США (Billboard Top Heatseekers Albums)   | 1       |
| США (Billboard Independent Albums)       | 8       |
| США (Billboard World Albums)             | 2       |

#### Итоговый годовой чарт
| Чарты (2018)               | Позиция |
| -------------------------- | ------- |
| South Korean Albums (Gaon) | 49      |